# Bolsa Gamow
Una bolsa Gamow es una bolsa de presión neumática lo suficientemente grande para acomodar dentro a una persona. Al inflar la bolsa con una bomba de pie, la altura efectiva se puede disminuir hasta 1500 metros (5000 pies). Es utilizado por los casos graves de tratamiento con mal de montaña.
La bolsa gamow fue nombrada así por su inventor, el Dr. Igor Gamow, hijo de George Gamow. El Dr. Gamow originalmente diseñó un predecesor de la bolsa gamow llamada "La Burbuja" para atletas de alta altitud. Esto produciría más glóbulos rojos para transportar más oxígeno a los músculos, aumentando las capacidades del atleta. Sin embargo, esta invención no fue bien recibida a pesar de las buenas críticas. El equipo fue considerado demasiado voluminoso y susceptible al sobrecalentamiento.
El Dr. Gamow persitió, y rediseñó 'La Burbuja' en una bolsa que podía ser utilizado para escaladores de grandes alturas.